# Hausväterliteratur
Als Hausväterliteratur wird die Literaturgattung bezeichnet, welche die Ökonomik, d. h. die Lehre vom Haus, „mit einer eingehenden Darstellung der Landwirtschaft“ verbindet. Sie richtete sich insbesondere im deutschen Sprachraum vom 16. bis zum 18. Jahrhundert an die gebildeten Besitzer von Landgütern, vor allem Adlige.

## Ausrichtung
Die von der Forschung behandelte Hausväterliteratur entstand am Ende des 16. Jahrhunderts. Sie stellte eine frühe Ratgeberliteratur dar, die nicht nur die Haushaltsführung und Fragen rund um die Landwirtschaft inklusive Viehzucht, Forstwirtschaft, Jagd und Imkerei behandelte, sondern auch Regeln für Familie, Ehe und Kindererziehung sowie den Umgang mit dem Personal aufstellte. Außerdem enthalten die Bücher einen Teil mit Kochrezepten, so dass sie als Vorläufer der modernen deutschsprachigen Kochbücher gelten. Die meisten Autoren waren protestantische Pfarrer und folgten in ihren Regeln für Ehe und Familie den Ansichten Martin Luthers, die er in seinen verschiedenen Schriften über Ehe und Hausstand dargelegt hatte. In anderen Ländern beschränkten sich die Autoren auf die Behandlung von Themen der Landwirtschaft, ohne ausführlich auf das Familienleben einzugehen.

## Begriff
Der ältere Begriff „Hausmann“ (vgl. auch Hausmannskost) stammt aus dem 16. Jahrhundert und kommt vom mittelhochdeutsch hūsman, „Hausherr, Hausbewohner, Mietmann, Burgwart“. Die Hausväterliteratur wandte sich nur an den pater familias, den männlichen Vorstand größerer ländlicher und vor allem adeliger Haushalte. Der Begriff „Hausväterliteratur“ entstand Mitte des 19. Jahrhunderts und hatte, geprägt von dem Agrarhistoriker Carl Fraas, einen leicht abwertenden Beiklang, da sie mittlerweile als überholt und altmodisch galt. Die Blütezeit dieser Literatur war die Zeit zwischen 1660 und 1730. Zum Zeitpunkt ihres Erscheinens hießen diese Werke „Oekonomiken“ oder „Hausbücher“. Als Hausväterliteratur wurden die der Kompilationsliteratur zuzurechnenden Hausväterbücher später bezeichnet, weil sie sich an den „Hausvater“ richteten im Sinne von Oberhaupt eines Haushalts, wobei das Modell des „ganzen Hauses“ zugrunde lag, also der Haushalt als Rechts-, Sozial- und Wirtschaftseinheit. Den Begriff „Hausvater“ hatte Luther bekannt gemacht; er wurde später von Wilhelm Heinrich Riehl und Otto Brunner aufgegriffen.
Die Werke dieser Literaturgattung bestehen überwiegend aus Kompilationen, wobei die Autoren auf ältere Literatur und Zeitgenössisches als Quellen zurückgriffen. Grundlage waren zunächst antike Quellen, etwa von Aristoteles, zur Oikonomia. Vorläufer waren Handschriften wie der Codex Farfensis (ein um 1460 verfasstes „Buch vom Menschen, Tier und Garten“, bezeichnet auch als Salzburger Kodex M III 3, in den auch das sich mit Frauenheilkunde befassende, von einem medizinischen Laien verfasste Speyrer Frauenbüchlein eingebettet ist), welche den Hausvater bereits als Arzt, Tierarzt, Landwirt und Fischer zeigten, und Bücher wie die Oeconomia christiana des Thüringer Reformators Justus Menius (1529) und Der Weiber Haushaltung von Johann Steinbach (1561), die aber nur von den personalen Herrschaftsverhältnissen im Haus handelten, nicht dagegen von den Fragen der Landwirtschaft, auf denen in der späteren Hausväterliteratur umfangmäßig das Hauptgewicht lag. Zum Typus Buch vom Menschen, Tier und Garten als Vorform der Hausväterliteratur zählen beispielsweise auch der sogenannte (nach dem Feuchtwangener Medizinantiquar Carl-Ernst Kohlhauer, der die Quarthandschrift besaß und inzwischen an die Staatsbibliothek Preußischer Kulturbesitz in Berlin verkauft hat, benannte) Kodex Kohlhauer, eine bereits um 1434 im südrheinfränkischen Gebiet bzw. im nördlichen Teil der Oberrheinebene von einem rheinfränkischen Kompilator zusammengestellte hauswirtschaftlich-laienärztliche Textsammlung, und eine von Johannes Norrenberger (aus Kmehlen) 1464 vollendete Sammelhandschrift mit den Themen Heilkräuter, Fischfang, Wein, Kindererziehung, Pferdezucht und Haushalt. Der wichtigste Vertreter der frühen Hausväterliteratur war der protestantische Pfarrer Johannes Coler (1570–1639); er veröffentlichte 1604 sein mehrbändiges Werk mit dem Titel Oeconomia ruralis et domestica oder Haußbuch, das insgesamt 14 Auflagen erlebte. Das enthaltene Kochbuch bietet 182 Rezepte für die gehobene Küche. Der Dreißigjährige Krieg verhinderte für einige Zeit das Erscheinen ähnlicher Werke, ehe ein regelrechter Boom einsetzte.

## Wichtige Werke der Hausväterliteratur
- Johannes Mathesius / Nikolaus Herman: Oeconomia oder Bericht vom christlichen Hauswesen (1564)[21]
- Johannes Coler: Oeconomia ruralis et domestica oder Haußbuch (1593 bis 1601, Gesamtausgabe ab 1604)
- Johann Wilhelm Wündsch: Memoriale Oeconomicum Politico=Practiccum (1663)
- Georg Andreas Böckler: Nützliche Hauß- und Feldschule (1666)
- Johann Jacob Agricola: Schauplatz des Allgemeinen Haußhaltens (Nördlingen 1676)
- Wolf Helmhardt von Hohberg: Georgica curiosa oder Adeliges Landleben (1682)
- Andreas Glorez: Vollständige Hauß- und Land-Bibliothec (1700)
- Franz Philipp Florinus: Oeconomus prudens et legalis. Oder Allgemeiner Klug- und Rechtsverständiger Hausvater (1702)
- Johann Joachim Becher: Kluger Hauß=Vater, verständige Hauß=Mutter (1714); Becher war jedoch in Wirklichkeit nicht der Verfasser, der eigentliche Autor hieß Sturm
- Julius Bernhard von Rohr: Compendieuse Haushaltungs-Bibliothek (1716; Ausgabe 1726: Digitalisat)
- Otto von Münchhausen: Der Hausvater (1764 bis 1773)

## Bedeutungswandel vom Hausvater und Hausmann zur Hausmutter und Hausfrau
Hohberg ging bereits ausführlich auch auf die Aufgaben der „Hausmutter“ ein. Florinus wandte sich auch an das Bürgertum. Seine Schrift war die bekannteste in der ersten Hälfte des 18. Jahrhunderts. Zunehmend erschienen Bücher, die sich ausdrücklich an gebildete Frauen und Töchter wandten und Anleitungen zur Haushaltsführung enthielten. Nachdem der Gutsbesitzer Otto von Münchhausen 1769 unter dem Titel Der Hausvater ein fünfbändiges Werk verfasst hatte, erschien 1782 Die Hausmutter, verfasst von dem Pfarrer Christian Friedrich Germershausen als ebenfalls fünfbändige Enzyklopädie für Hausfrauen. Das darin enthaltene Kochbuch erschien einige Zeit später auch als Einzelwerk.
Im 19. Jahrhundert stieg die technische Ausstattung der Haushalte massiv an, ebenso die zugehörige Haushaltsliteratur, ebenso wurden Hauswirtschaft zunehmend auch in Kursen, etwa den sogenannten Winterschulen und eigenen Ausbildungsgängen vermittelt. Frauen – in der Rolle der erfahrenen Hausmutter und zunehmend auch die jüngere, noch unerfahrene Hausfrau – wurden damit eigenständiger wahrgenommen und auch in der rapide wachsenden Ratgeberliteratur adressiert.
Mit dem Aufkommen neuer Wirtschaftsmodelle wie Merkantilismus und Kameralismus verlor die Hausväterliteratur an Bedeutung. An ihre Stelle traten nun kameralistische Literatur und Haushaltsratgeber speziell für Frauen, wobei nun neben der landbesitzenden Gentry auch der bürgerliche Haushalt in den Mittelpunkt rückte. In England wurde unter anderem Isabella Beeton und ihr The Book of Household Management stilbildend. Das zwischen 1859 und 1861 erschienene Buch richtete sich an die aufstrebende Mittelklasse, für die es eine verlässliche Informationsquelle und Ratgeber sein sollte. Das Buch avancierte mit 60.000 verkauften Exemplaren im Erscheinungsjahr sofort zum Bestseller und wurde innerhalb weniger Jahre millionenfach nachgedruckt (1868 zwei Millionen verkaufte Exemplare). Es darf als Vorbild für viele weitere Koch- und Haushaltungsbücher des 19. und 20. Jahrhunderts gelten.
In Deutschland war die neue Rolle der Hausfrau als Haushaltsvorstand auf größeren Landgütern oder (auch externe) leitende Hausbeamtin ein auch von der adeligen wie bürgerlichen Frauenbewegung mit propagiertes Berufsbild. Der erhöhte Bedarf an externer Schulung und Expertise bildete sich in der Erweiterung der (höheren wie beruflichen) Frauenbildung ab, etwa bei Ida von Kortzfleischs Reifensteiner Schulen.